# 常林寺 (京丹後市)
常林寺（じょうりんじ）は、京都府京丹後市大宮町下常吉字サコにある曹洞宗の寺院。詳名は東光山常林寺。庵寺に、府下最大級の地蔵菩薩を本尊とする平地地蔵院があり、毎年11月23日に「蓑着せ行事」を執り行う。

## 歴史
当寺に伝わる記録に拠れば、曹洞宗の和尚・宗曇により1667年（寛文7年）に開山、1710年（宝永7年）の冬に常吉村小字毘沙門から現在地に遷座した。1712年（正徳2年）に本堂と庫裡を再建、1718年（享保3年）に山号を東光山と改称した。
1833年（天保4年）3月、常林寺八世勝音和尚は、3年の歳月をかけて広く喜捨を仰ぎ、上常吉の平地峠に平地地蔵院を建立する。
1877年（明治10年）6月28日に民家の火災の影響を受け、本堂をはじめことごとくを焼失する。この際、寺宝や古記録も失われ、現存していない。1881年（明治14年）3月26日には庫裏が新築され、1885年（明治18年）3月10日には本堂が再建された。
太平洋戦争末期の1945年（昭和20年）4月21日、京都市立鳳徳国民学校から大宮町に学童疎開が行われ、男子が経典寺に、女子が常林寺に到着した。鳳徳国民学校の児童は終戦後の10月21日まで約半年間滞在した。

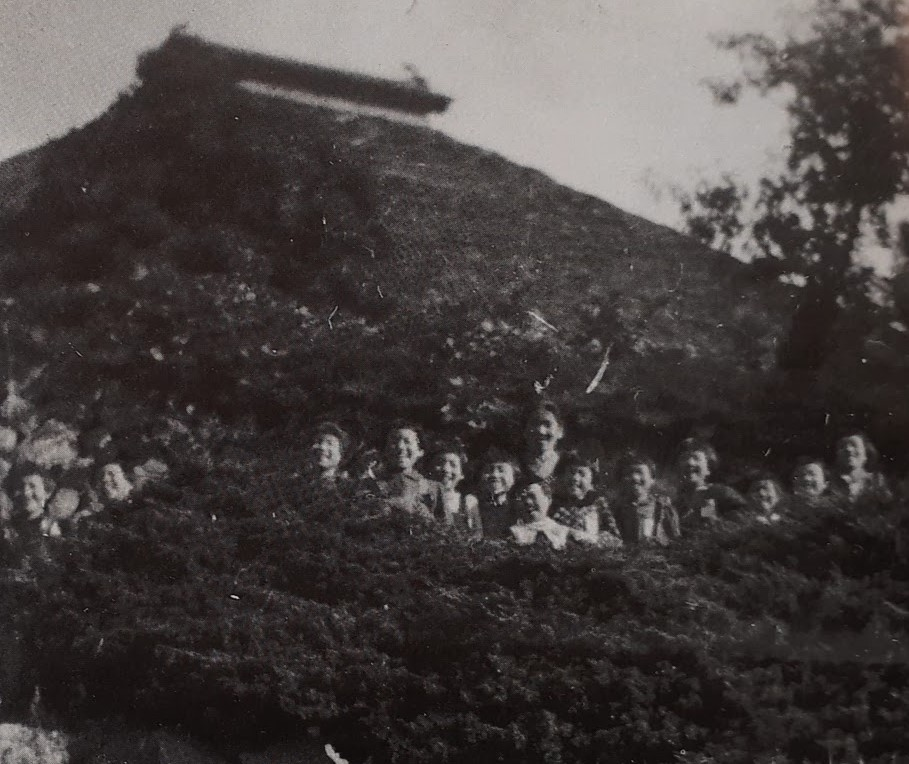
常林寺に学童疎開した鳳徳国民学校の児童

## 境内
内陣
観音菩薩および薬師如来像を安置する。
標柱
「不許葷酒入山門」と題する石柱で高さは1メートル34センチメートルである。「天保四年」の銘がある。
供養塔
「三界万霊」「元禄七甲戌卯月八日」と刻む。高さ1メートル65センチメートル、幅60センチメートルの塔。「女人念仏講中」の建立。
このほか、一宇の地蔵堂があり11躰の地蔵を祀り、墓地の参道にも地蔵を並べ、裏山には88躰の地蔵を祀っている。裏山の地蔵は1918年（大正7年）3月に祀られた。八十八カ所巡りと称して崇敬される。

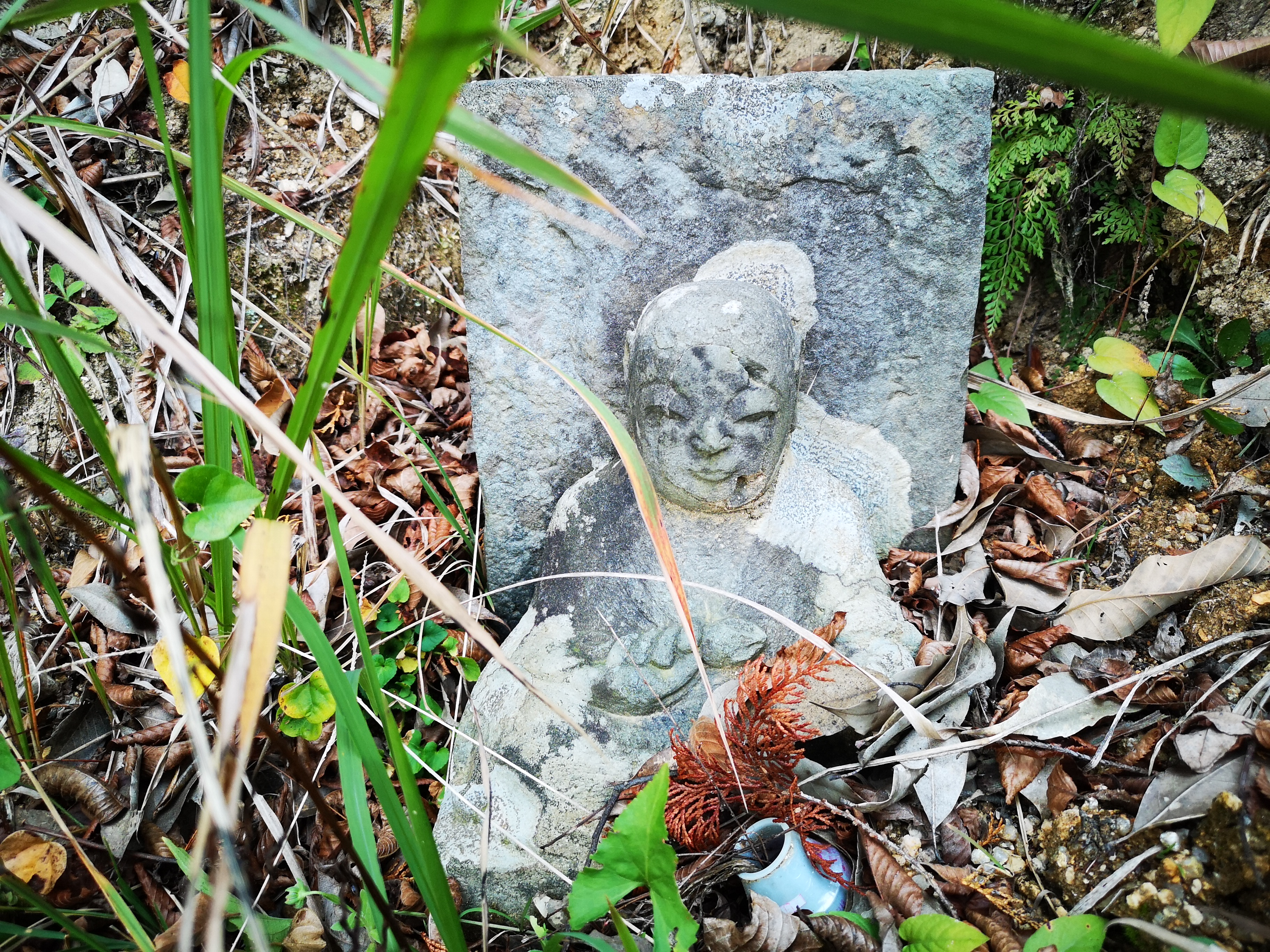
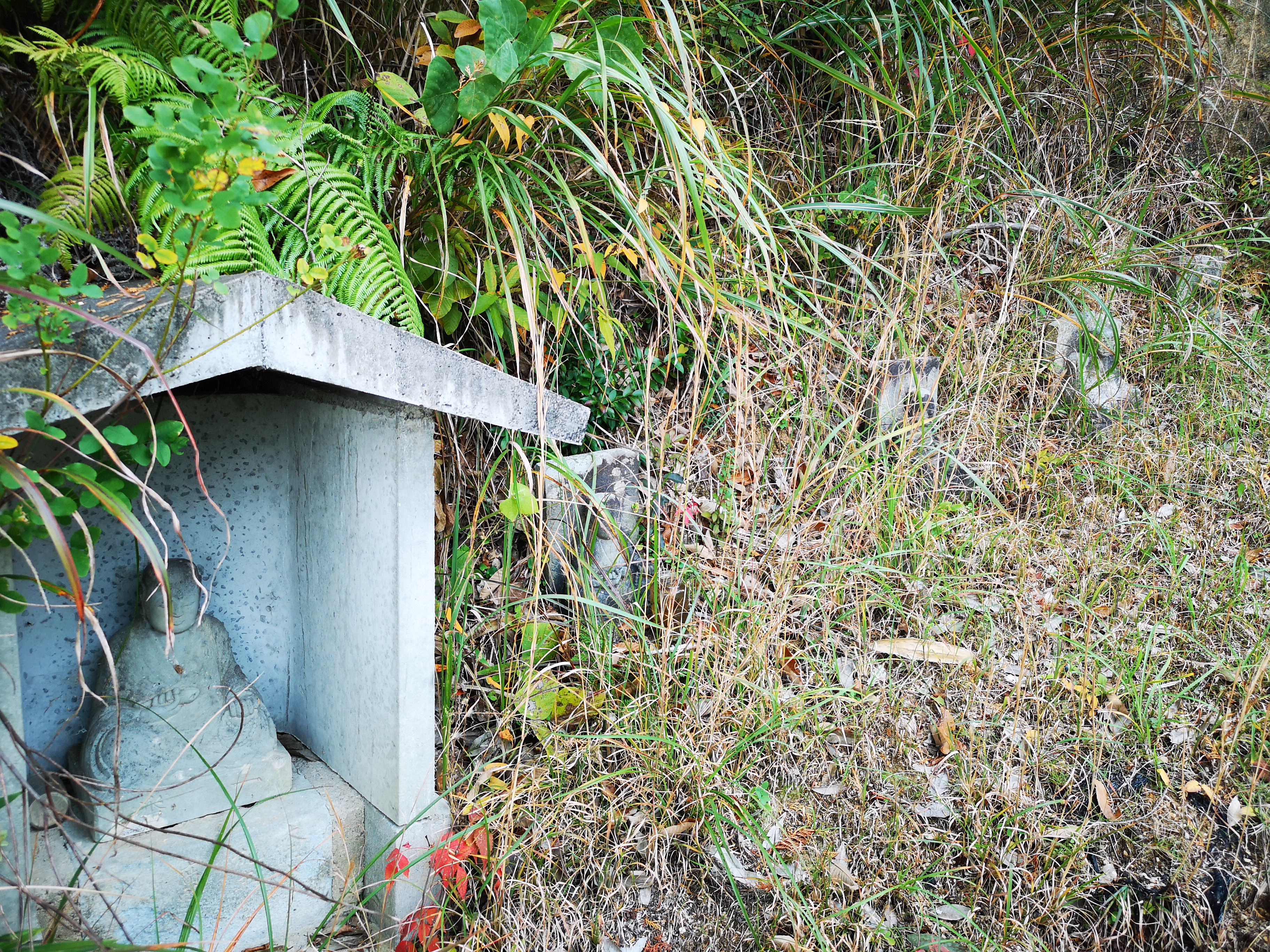
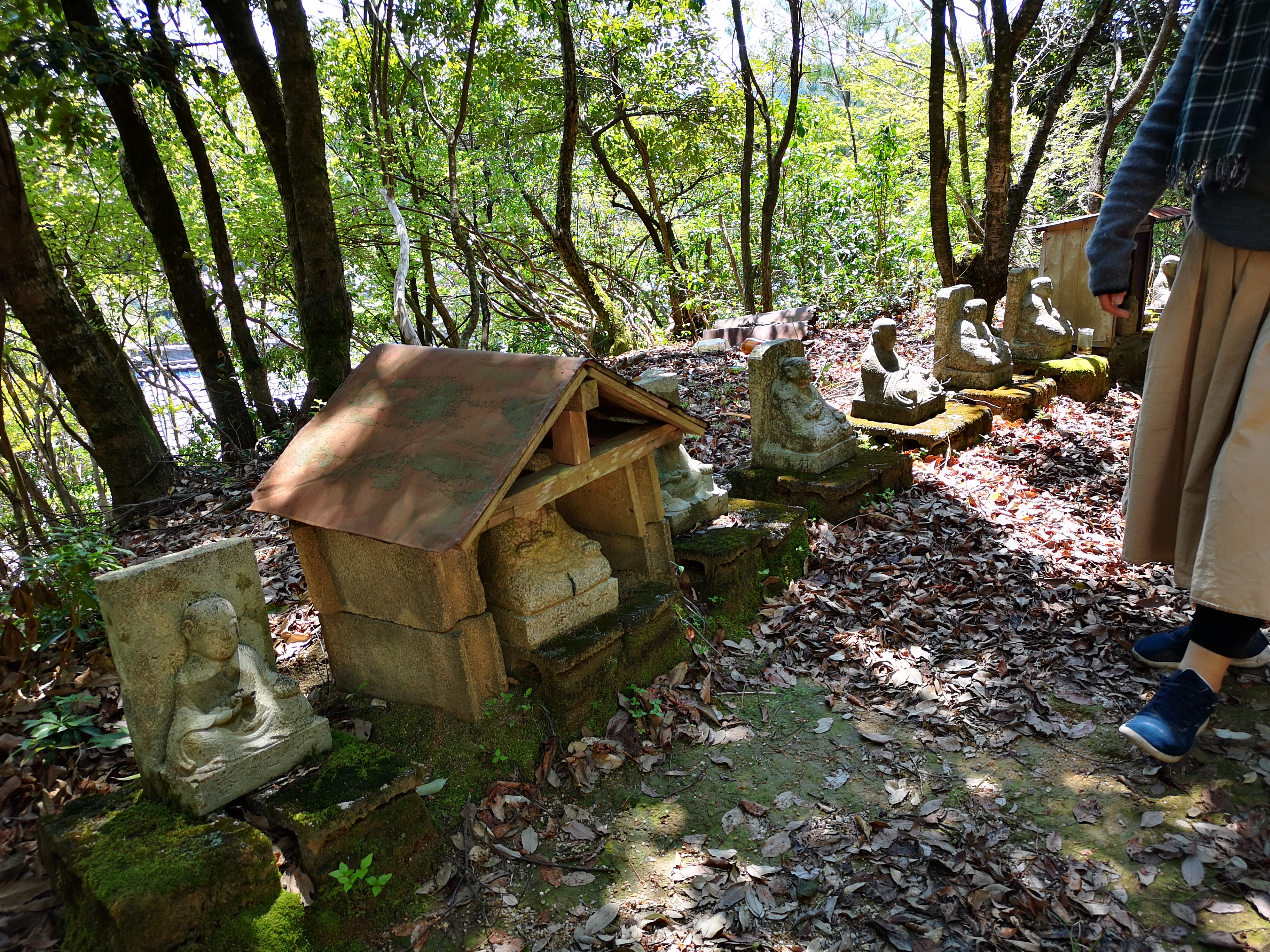
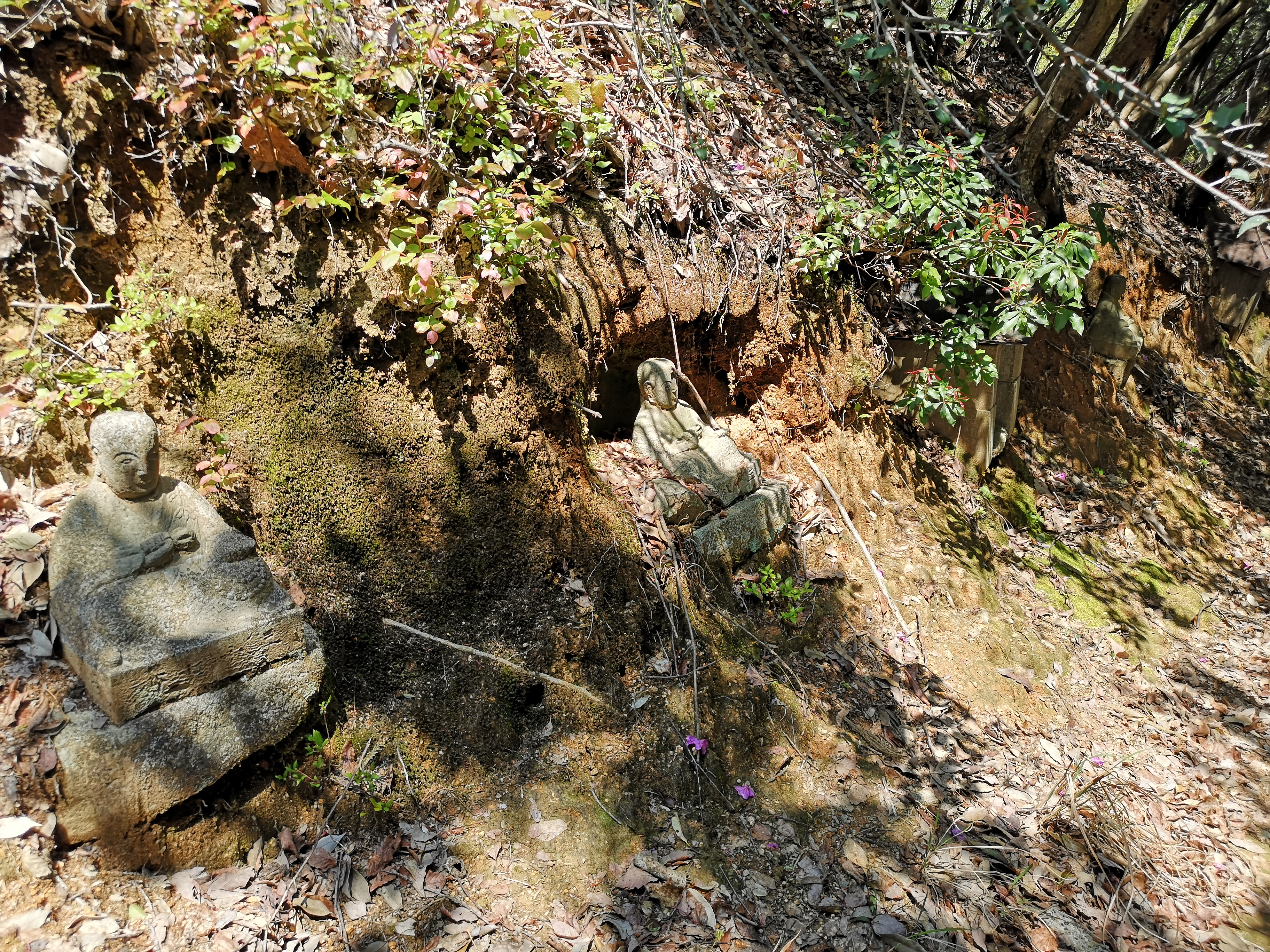

## 現地情報
京都府京丹後市大宮町下常吉350